# 銀のドラゴン ファイアドレイク
銀のドラゴン ファイアドレイク(英語: Firedrake the Silver Dragon, )とはコルネーリア・フンケによって1997年に発表された小説を原作とする2020年にドイツで公開された3Dコンピュータアニメーションファンタジー映画である。原題はDrachenreiter。クレシッダ・コーウェルのヒックとドラゴンから影響を受けており、作画や市場戦略はドリームワークス・アニメーションのフランチャイズを参考にしている。2020年8月6日に劇場公開する予定だったが、新型コロナウイルス感染症の流行によって同年10月1日に延期された。
日本では同2021年9月10日からNetflixが国際配信権を獲サービスにて配信された。

## ストーリー
人間たちがすぐそこまで迫っていることを知った若きドラゴンは、みんなが平和に暮らせるという楽園を目指す。勇気をふりしぼり、いざ、未知の世界へ。

## 声の出演
- キャストは英語版/日本語吹き替え版の順で掲載。

| 役名                 | 原語版                           | 日本語吹き替え |
| -------------------- | -------------------------------- | -------------- |
| ベン                 | フレディ・ハイモア               | 観世智顕       |
| ファイアドレイク     | トーマス・ブロディ＝サングスター | 榎木淳弥       |
| ソレル               | フェリシティ・ジョーンズ         | 櫻庭有紗       |
| ネトルブランド       | パトリック・スチュワート         | 麦人           |
| グリーンブルーム教授 | ミーラ・サイアル                 | 河本邦弘       |
| ディーパック         | サンジーヴ・バスカー             | 多田野曜平     |
| スビーシャ           | ノンソー・アノジー               | 斉藤こず恵     |

※その他の日本語吹き替え： 茶風林/杉野田ぬき/斎藤志郎/越後屋コースケ/見上裕昭

## スタッフ
- 監督: トマー・エシュド
- 製作総指揮: マルティン・モスコヴィッツ
- 脚本: ジョン・Ｒ・スミス